# Jacques Sarr
Jacques Yandé Sarr (* 11. Oktober 1934 in Fadiouth; † 18. Januar 2011 in Dakar) war ein senegalesischer Geistlicher und römisch-katholischer Bischof von Thiès.

## Leben
Sarr besuchte ab 1948 das Kleine Seminar in Ngazobil und von 1951 bis 1957 das Cours Sainte-Marie de Hann in Dakar. Nach dem Studium der Philosophie und Theologie am Priesterseminar von Sébikhoutane empfing er am 28. Mai 1964 die Priesterweihe in Ngazobil (Joal-Fadiouth)durch den Erzbischof von Dakar, Hyacinthe Thiandoum. Er war anschließend in den Pfarreien Palmarin und Thiadiaye tätig. Nach einer Pfarrstelle in Rufisque studierte er 1966/67 Katholische Soziallehre an der Katholischen Universität Lille. Zurück in Dakar, wurde er zum stellvertretenden Direktor der katholischen Privatschulen ernannt.
Papst Johannes Paul II. ernannte ihn 1986 zum Bischof von Thiès. Die Bischofsweihe spendete ihm am 1. März 1987 der Erzbischof von Dakar, Hyacinthe Kardinal Thiandoum; Mitkonsekratoren waren Théodore-Adrien Sarr, Bischof von Kaolack im Senegal und späterer Kardinal, und Joseph Dao, Bischof von Kayes in Mali. Sein Wahlspruch war „Ma lumière et mon salut, le Seigneur.“ (Mein Licht und mein Heil, der Herr.).
Jacques Sarr setzte sich immer wieder für die senegalesische Landwirtschaft ein und hob die Bedeutung für die Gesellschaft und Entwicklung im Senegal hervor. Zusammen mit dem Erzbischof von Bamberg Ludwig Schick hat Sarr 2009 eine Diözesanpartnerschaft mit dem Erzbistum Bamberg auf den Weg gebracht.
Er verstarb 2011 nach kurzer Krankheit im Amt.